# Москвичов Ігор Євгенович
І́гор Євге́нович Москвичов (нар. 6 листопада 1971, Мар'їнка, Донецька область, Українська РСР, СРСР) — український футболіст і футзаліст, футзальний тренер. Найрезультативніший бомбардир українського футзалу — 733 голи у залік клубу Олександра Яценка.
Майстер спорту України міжнародного класу (1996), заслужений майстер спорту України (2001). Семиразовий чемпіон України, п'ятиразовий володар Кубка України, триразовий володар Суперкубка України, дворазовий віце-чемпіон Європи.

## Клубна кар'єра
Перші кроки у футболі робив під керівництвом тренерів Володимира Кравцова та Івана Овчаренка. Грав у футбол в чемпіонаті Донецької області у складі команд шахти імені Челюскінців і «Петровської». Переконав Москвичова зайнятися футзалом Юрій Авакян.
Закінчив Смоленський державний інститут фізичної культури.
Почав свою футзальну кар'єру 1993 року в команді «Гірник» з Красногорівки. Свій перший гол у кар'єрі забив 3 грудня 1993 року у матчі чемпіонату України ворота харківської «Інги». У тій грі загалом забив 4 м'ячі. У сезоні 1994/1995 став найкращим бомбардиром чемпіонату України, забивши у 24 іграх 60 м'ячів.  Після того упродовж року виступав за команду «Вуглик» (Макіївка).
Два сезони провів у «Локомотиві» (Одеса) і в обох робив з командою золотий дубль, а також визнавався найкращим нападником чемпіонату. Після цього грав за запорізькі «Віннер Форд-Університет» і «Запоріжкокс». У 2001 році став гравцем донецького «Шахтаря», де відразу став лідером атак «гірників». За вісім сезонів у складі донецької команди забив 196 м'ячів у 199 матчах в еліті українського футболу. За цей час здобув 11 трофеїв, серед яких 5 чемпіонських титулів, 3 Кубка і стільки ж Суперкубків України.
Після завершення ігрової кар'єри у 2009 році перейшов на тренерську роботу.

## Збірна

### Національна команда
Дебютний виступ нападника за національну збірну відбувся в двадцятичотирирічному віці 14 вересня 1995 року, у програному з рахунком 0:6 матчі проти Росії. Уже в наступній грі, що відбулася у рамках відбору до чемпіонатів світу та Європи 23 жовтня 1995 року, Москвичов відкрив рахунок голам за збірну, чотири рази вразивши ворота команди Югославії. За 9 років у футболці збірної України відзначився 57 влучними ударами і за цим показником посідає друге місце в списку кращих бомбардирів футзальної збірної в історії

## Тренерська кар'єра
У квітні 2012 року очолив донецький «УТАС».
З 2014 по 2017 рік був головним тренером команди «Продексім» (Херсон), який виступав у футзальній екстра-лізі України. З херсонцями здобув перше чемпіонство в історії клубу в сезоні 2016/17. 18 грудня 2017 року команду очолив бразильський тренер Жоао Карлос Барбоза, а Ігор Москвичов став його помічником. 28 грудня 2018 року за взаємною згодою сторін припинив співробітництво з «Продексімом».
13 лютого 2019 року став тренером-консультантом клубу «АРПИ Запоріжжя».
16 грудня 2019 року після звільнення тодішнього наставника Сергія Гончаренка очолив «Кардинал-Рівне». Під його керівництвом рівняни у 27 матчах в різних турнірах здобули 9 перемог, 4 рази зіграли унічию та в 14 поступилися. 6 лютого 2021 року після поразки від аматорської команди «Budmonster» (4:6) і вильоту рівненського клубу на стадії 1/8 фіналу Кубку України, подав у відставку з посади головного тренера «Кардиналу-Рівне».
7 листопада 2022 року призначений головним тренером юнацької збірної України з футзалу.

## Особисте життя

### Родина
1999 року одружився. Дружину звуть Наталя. 2001 року Наталя народила сина Богдана.

## Титули і досягнення

### Гравець

#### Командні
«Локомотив» (Одеса)
- Вища ліга
  -  Чемпіон (2): 1996/97, 1997/98

- Кубок України з футзалу
  -  Володар (2): 1996/97, 1997/98

«Віннер Форд-Університет»
- Вища ліга
  -  Срібний призер (1): 1998/99

- Кубок України з футзалу
  -  Володар (1): 1998/99

«Запоріжкокс»
- Вища ліга
  -  Срібний призер (1): 1999/00

- Кубок України
  -  Фіналіст (1): 1999/00

«Шахтар»
- Вища ліга
  -  Чемпіон (5): 2001/02, 2003/04, 2004/05, 2005/06, 2007/08
  -  Срібний призер (2): 2002/03, 2008/09
  -  Бронзовий призер (1): 2006/07

- Кубок України з футзалу
  -  Володар (3): 2002/03, 2003/04, 2005/06

- Суперкубок України з футзалу
  -  Володар (3): 2005, 2006, 2008

#### Збірна України
- Чемпіонат світу серед студентів
  -  Володар (1): 1998

- Чемпіонат Європи:
  -  Фіналіст (2): 2001, 2003

- Чемпіонат світу
  -  Бронзова нагорода  за 4 місце на чемпіонаті світу (1): 1996[14]

- Срібний призер Кубка ЗІЛа (Москва, Росія): 1999 р.
- Бронзовий призер турніру на призи щотижневика «Футбол Review» (Москва, Росія): 2000 р.[15]

#### Особисті
- Найкращий футзаліст чемпіонату України (2): 1998/99, 2003/04
- Найкращий нападник чемпіонату України (3): 1996/97, 1997/98, 2001/02
- Найкращий бомбардир вищої ліги (6): 1994/95 (60 м'ячів), 1998/99 (52 м'ячі), 2000/01 (34 м'ячі), 2001/02 (45 м'ячів),  2002/03 (41 м'яч), 2003/04 (36 м'ячів)
- У списку 15 найкращих гравців (4): 1996/97, 2001/02, 2002/03, 2004/05
- У списку 18 найкращих гравців (4): 1997/98, 1998/99, 1999/00, 2000/01
- Найкращий нападник Кубка Порту (Іллічівськ): 1998 р.[16]
- Почесний Знак АМФОО
- Найкращий бомбардир в історії чемпіонатів України
- Найкращий бомбардир в історії Кубка України
- Найкращий український бомбардир в єврокубках
- Член Клубу Олександра Яценка — 733 м'ячі

### Тренер
«Продексім»
- Екстра-ліга
  -  Чемпіон (1): 2016/17;

  -  Бронзовий призер чемпіонату України (1): 2015/16.

#### Особисті
- Найкращий тренер чемпіонату України (1): 2016/17